# 킬리만자로두더지쥐
킬리만자로두더지쥐 또는 데몬두더지쥐(Tachyoryctes daemon)는 소경쥐과에 속하는 설치류의 일종이다. 케냐와 탄자니아에서 발견된다. 자연 서식지는 아열대 또는 열대 기후 지역의 습윤 산지 숲과 습윤 사바나, 고지대 초원 그리고 농지이다. 데몬두더지쥐는 독거 생활을 한다. 일부 분류학자들은 동아프리카두더지쥐(Tachyoryctes splendens)와 같은 종으로 간주하기도 한다.